# Африка (римская мифология)
Африка ― предполагаемая богиня древнеримского пантеона, олицетворение африканского континента. Также иногда считалась одним из божеств-покровителей плодородия и изобилия. Как правило, изображалась с вьющимися волосами, широким носом, рогом изобилия, головным убором в виде слоновой маски и львом подле себя. 
Её изображение можно обнаружить на некоторых монетах, резных камнях и мозаиках в Римской Африке. Мозаика с её образом находится в музее Эль-Джем в Тунисе. Святилище в Тимгаде также украшено изображениями этой богини. 
Плиний Старший в своей книге «Естественная история» писал, что никто в Африке не делает ничего, не призвав прежде сначала Африку в помощь себе. Это утверждение считается письменным доказательством существования богини и её важности. Иногда этот отрывок также интерпретируется как доказательство наличия особого североафриканского культа богини. 
Жан Мариц, однако, ставил под сомнение утверждение о том, была ли олицетворенная Африка богиней римлян или кого-либо ещё. По его словам, иконографические изображения «Dea Africa» в головном уборе со слонами на голове были просто художественным образом континента. Ни Плиний, ни какой-либо другой писатель после него не обозначали Африку словом «Dea» ― «богиня», а эпиграфические надписи «Dea Africa» на найденных изображениях отсутствуют. Напротив, другие римские богини носят приставку «Dea» в текстах и надписях. У римлян уже были свои богини плодородия и изобилия и, как утверждает Мариц, не было необходимости в очередной конкурирующей богине. 
Хоуталин предлагает свою интерпретацию образа Африки, предполагая, что римская иконография была основана на монетах царя Нумидии Ибара, армия которого была разбита римлянами в I веке до н.э. По мнению Иды Остенберг, если Хоуталин прав, то персонификация Африки в римском воображении могла произойти после этого события. 